# Nederlands landskampioenschap 1907-1908
Al campionato parteciparono diciassette squadre e il HC & CV Quick vinse il titolo.

## Est
|   | Club            | G  | V | N | P | GF | GS | Punti | DR  |                                          |
| - | --------------- | -- | - | - | - | -- | -- | ----- | --- | ---------------------------------------- |
| 1 | Koninklijke UD  | 12 | 9 | 2 | 1 | 44 | 15 | 20    | +29 | Qualificata per la finale.               |
| 2 | EFC PW 1885     | 12 | 6 | 3 | 3 | 39 | 24 | 15    | +15 |                                          |
| 3 | GVC Wageningen  | 12 | 7 | 1 | 4 | 32 | 24 | 15    | +8  |                                          |
| 4 | AFC Quick 1890  | 12 | 5 | 0 | 7 | 20 | 27 | 10    | -7  |                                          |
| 5 | Vitesse         | 12 | 5 | 0 | 7 | 21 | 33 | 10    | -12 |                                          |
| 6 | RKVV Wilhelmina | 12 | 4 | 1 | 7 | 27 | 38 | 9     | -11 |                                          |
| 7 | Quick Nijmegen  | 12 | 2 | 1 | 9 | 11 | 33 | 5     | -22 | Non partecipante la stagione successiva. |

G = Partite giocate; V = Vittorie; N = Nulle/Pareggi; P = Perse; GF = Goal fatti; GS = Goal subiti; DR = Differenza reti, PT = Punti

## Ovest
|    | Club                     | G  | V  | N | P  | GF | GS | Punti | DR  |                            |
| -- | ------------------------ | -- | -- | - | -- | -- | -- | ----- | --- | -------------------------- |
| 1  | HC & CV Quick            | 18 | 14 | 1 | 3  | 58 | 28 | 29    | +30 | Qualificata per la finale. |
| 2  | HVV Den Haag             | 18 | 11 | 2 | 5  | 43 | 30 | 24    | +13 |                            |
| 3  | Sparta Rotterdam         | 18 | 8  | 4 | 6  | 49 | 41 | 20    | +8  |                            |
| 4  | HFC Haarlem              | 18 | 9  | 1 | 8  | 44 | 42 | 19    | +2  |                            |
| 5  | DFC                      | 18 | 8  | 3 | 7  | 38 | 42 | 19    | -4  |                            |
| 6  | HBS Craeyenhout          | 18 | 7  | 3 | 8  | 32 | 33 | 17    | -1  |                            |
| 7  | Ajax Sportman Combinatie | 18 | 6  | 4 | 8  | 42 | 46 | 16    | -4  |                            |
| 8  | CVV Velocitas            | 18 | 6  | 2 | 10 | 45 | 52 | 14    | -7  |                            |
| 9  | Koninklijke HFC          | 18 | 5  | 3 | 10 | 40 | 59 | 13    | -19 |                            |
| 10 | USV Hercules             | 18 | 2  | 5 | 11 | 27 | 45 | 9     | -18 |                            |

G = Partite giocate; V = Vittorie; N = Nulle/Pareggi; P = Perse; GF = Goal fatti; GS = Goal subiti; DR = Differenza reti, PT = Punti

## Finale per il titolo
| Squadra 1      | Totale               | Squadra 2     | Andata | Ritorno |
| -------------- | -------------------- | ------------- | ------ | ------- |
| Koninklijke UD | Una vittoria a testa | HC & CV Quick | 1-1    | 3-3     |

## Spareggio per il titolo
| Squadra 1      | Risultato | Squadra 2     |
| -------------- | --------- | ------------- |
| Koninklijke UD | 1–4       | HC & CV Quick |

Il HC & CV Quick vince il titolo.